# Torpus & the Art Directors

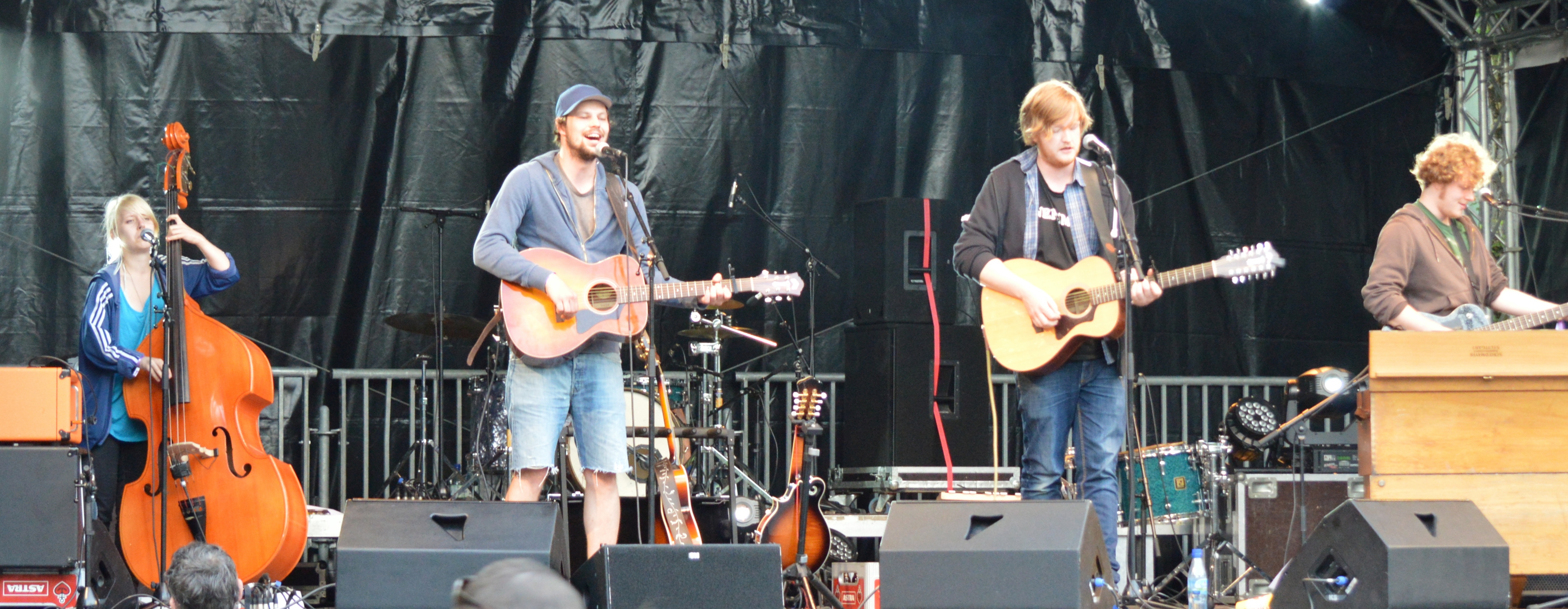
Torpus & the Art Directors beim Traumzeit-Festival 2013

Torpus & the Art Directors ist eine Folk-Band aus Hamburg, die im Jahr 2009 gegründet wurde.

## Geschichte
Gegründet wurde die Band als Soloprojekt des Sängers und Songschreibers Sönke Torpus Anfang 2009. Torpus stammt ursprünglich aus Niebüll in Nordfriesland. Zusammen mit dem Gitarristen Melf Petersen und dem Schlagzeuger Felix Roll spielte er dort bereits 2004 in einer Rockband. Nach dem Abitur zogen sie zusammen nach Hamburg, um sich ganz auf Musik zu konzentrieren.
Nach der Auflösung der gemeinsamen Band machte Sönke Torpus zunächst unter seinem Nachnamen selbst weiter Musik, wenig später zusammen mit Melf Petersen unter dem Namen „Torpus“. Im September 2009 bekamen Torpus und der mit der Band befreundete Ove Thomsen die Möglichkeit, einen Staffellauf durch Deutschland musikalisch zu begleiten, an dem sich auch Melf beteiligte. Danach war Ove, auch bekannt durch die Band OVE, festes Bandmitglied. In den folgenden Monaten spielten Torpus überall, wo sich die Möglichkeit bot, in wechselnder Besetzung. Kurz vor einem größeren Konzert in Nordfriesland wurde Torpus auf Plakaten erstmals als „Torpus und sein Art Director“ angekündigt, woraus sich der aktuelle Name ableitet. Später kam auch die Bassistin Jenny Apelmo dazu.
2010 nahm die Band in Eigenregie ihr erstes Album Five Leaves Left auf. 2011 folge eine EP Dancing Kids & Summers Laughter und der Kontakt zum Grand Hotel van Cleef-Booking kam zustande. Das zweite Album From lost Home to Hope erschien schließlich am 12. Oktober 2012 beim Hamburger Label Grand Hotel van Cleef.
Melf Petersen hat die Band 2018 verlassen.
Sönke Torpus betreibt das Tonstudio „The Bubble“ in Nordfriesland und begleitet als Produzent oder Toningenieur Aufnahmen von u. a. Nichtseattle, International Music, Tristan Brusch oder den Fehlfarben. Sein Soloprojekt firmierte zunächst unter dem Namen „Boy in the Bubble“, wurde dann aber umbenannt in Low Key Orchestra.

## Diskografie

### Alben
- 2010: Five Leaves Left
- 2012: From Lost Home to Hope (Grand Hotel van Cleef)
- 2015: The Dawn Chorus (Grand Hotel van Cleef)
- 2017: We Both Need to Accept That I Have Changed (Grand Hotel van Cleef)

### EP
- 2011: Dancing Kids & Summers Laughter